# IC 1309
IC 1309 — галактика типу SBbc (компактна витягнута галактика) у сузір'ї Стрілець.
Цей об'єкт міститься в оригінальній редакції індексного каталогу.